# Бронепароходы
«Бронепароходы» — исторический роман российского писателя Алексея Иванова, впервые опубликованный 24 января 2023 года. Рассказывает о российском речном флоте во время Гражданской войны, был высоко оценён критиками. Дополнением к роману стала документальная книга «Речфлот», опубликованная в 2024 году.

## Сюжет
Действие романа происходит во время Гражданской войны в России начала XX века. Иванов рассказывает о роли речного флота в масштабных исторических событиях, но при этом история становится только фоном, и для автора и его героев промышленная война важнее гражданской.
Действие книги происходит на Волге и Каме и включает несколько сюжетных линий: Нобели пытаются заключить сделку с большевистским правительством, дочь пароходчика прячет у себя великого князя Михаила. Автор так рассказал о сюжете в одном интервью: «Хронология сжата в кулак — от лета 1918-го до лета 1919-го, а география будто разбросана взрывом: Нижний Новгород, Казань, Самара, Сарапул, Пермь, Уфа, Омск. События, в общем, схожи: везде красные и белые формируют военные флотилии, бронируют и вооружают мирные речные пароходы. Буксиры становятся канонерками, баржи — плавучими батареями, пассажирские лайнеры — десантными судами. И, конечно, флотилии сходятся друг с другом в сражениях».

## Создание
«Бронепароходы» стали пятнадцатым по счёту романом Иванова. О работе над книгой стало известно в 2021 году вскоре после выхода «Теней тевтонов». 700-страничный роман вышел 24 января 2023 года рекордным тиражом в 80 тысяч экземпляров в издательстве «Рипол-классик» сразу вместе с электронной и аудиоверсией в чтении Сергея Бурунова на «Букмейте». Писатель отмечал, что ему интересен аудиоформат, и что «Бронепароходы» изначально написаны под формат «аудиосериала», разбитого на более-менее равномерные части длиной по 45—50 минут.
Книжный критик Галина Юзефович рассказывала, что Иванов замыслил произведение о периоде Гражданской войны ещё в 2000-х годах. Сам Иванов в интервью Forbes делился воспоминаниями о жизни в семье инженеров-судостроителей по соседству с судоремонтным заводам, где корабли были неотъемлемой частью повседневности, благодаря чему он хорошо познакомился с историей речного судоходства и войны на реках. А на раскрытие в романе сюжетов промышленной войны его вдохновило прочтение книги Даниэла Ергина «Добыча: Всемирная история борьбы за нефть, деньги и власть».

## Оценки
«Бронепароходы» были в списках самых ожидаемых книг начала 2023 года. Они получили ряд хвалебных отзывов. Так, обозреватель «Форбс» назвал книгу «мощным и трагическим» романом, который «показывает, как на реке, на суше, в промышленности, политике и частной жизни шла борьба за будущее». Для рецензента «Известий» это «продолжение долгого путешествия писателя по фантастической вселенной, которую он сам же создал много лет назад. Маузеры здесь стреляют на каждой странице, но пулями движет не физика, а Рок, и куда они попадут, никто не знает».
Звучат и мнения о том, что не все характеры в романе прописаны достаточно хорошо (женские персонажи могут уступать в этом смысле мужским). Павел Басинский считает, что персонажей в «Бронепароходах» слишком много, и большинство из них — просто фикции. Тот же рецензент высоко оценил сцены речных боёв.